# Número hipercomplexo
Em matemática, números hipercomplexos são extensões dos números complexos construídos por meios da álgebra abstrata, tal como os quaterniões, coquaterniões, bicomplexos, octoniões, split-octoniões, biquaterniões e sedeniões. Mais precisamente, um número hipercomplexo é um elemento de uma álgebra unital de dimensão finita sobre os números reais.

## Conjugação
Por definição, um número hipercomplexo (de dimensão {\displaystyle n+1}) é uma combinação linear de {\displaystyle {1,i_{1},i_{2},\ldots ,i_{n}}}, ou seja, é dado por
{\displaystyle z=a_{0}+a_{1}\cdot i_{1}+a_{2}\cdot i_{2}+\cdots +a_{n}\cdot i_{n}}
onde {\displaystyle a_{0},a_{1},a_{2},...,a_{n}} são números reais arbitrários.
O conjugado de {\displaystyle z} é o número hipercomplexo
{\displaystyle {\bar {z}}=a_{0}-a_{1}\cdot i_{1}-a_{2}\cdot i_{2}-\cdots -a_{n}\cdot i_{n}}
estendendo assim a definição para números complexos.